# Дневник једне собарице
Дневник једне собарице (фр. Le Journal d'une femme de chambre) је француски роман Октава Мирбоа, објављен 1900, при крају Драјфусове афере. 

Кроз поглед једне собарице чијем оку не измиче ниједан порок њених господара, Октав Мирбо открива наличје позоришног декора света и омогућава нам да продремо иза кулиса владајуће класе. Открива друштвени пакао и модерно ропство које представља судбина послуге. Пре Жан-Пола Сартра, он покушава да изазове код читаоца праву егзистенцијалну мучнину како би подстакао његову реакцију.
Дневник једне собарице преведен је на српски језик под тим насловом 1904, а постоји и превод под насловом У вртлогу страсти без ознаке датума. Постоје и две филмске адаптације овога романа, чији су аутори Жан Реноар (1946) и Луис Буњуел (1964).